# منصور الحاتم

## ولادته وحياته:
ولد في قرية خبب – درعا – عام 1949م. تلقى تعليمه في ثانوية القرية وانتسب إلى دار المعلمين في حمص وتخرج منها عام 1970م. نال الشهادة الثانوية وحصل على إجازة جامعية في الآداب قسم اللغة العربية، وهو متزوج وله 4 أبناء.
العمل: مدرس لغة عربية في ثانويات دمشق

## المنشورات:
1. المعالم في تاريخ آل حاتم
2. الشعر النبطي (دراسة وتحليل)
3. الطبيب الشاعر سلمان الحاتم (حياته وشعره)

```
ومجموعات شعرية مخطوطة (قيد الطباعة)
```

1. الجندرمة – قصص.[1]
2. الممرات (رواية)